# Brug van Broerse
De Brug van Broerse (brug 553) is een houten liggerbrug over een uitloper van de Grote Speelvijver in het Amsterdamse Bos. Het Amsterdamse Bos ligt grotendeels op het grondgebied van de gemeente Amstelveen, maar het onderhoud wordt gedaan door de gemeente Amsterdam. De brug is als een van de weinige bruggen aldaar die vernoemd is; het merendeel moet het alleen met haar brugnummer doen. De gemeente Amstelveen vernoemde de brug naar tuinarchitect Chris Broerse, naar wie ook een park iets verderop vernoemd is.
In het Amsterdamse Bos liggen talloze houten bruggen en deze valt ook in die categorie. Op houten brugpijlers (2 in de oevers, die in het water) liggen houten jukken, rijdek en leuning zijn ook van hout. Dit samenstel lijkt te wijzen op architect Piet Kramer van de Dienst der Publieke Werken, die rond 1937 de bruggen voor het bos ontwierp. Deze brug is echter niet uit die tijd; ze is later aangelegd, rond 1950. Opvolger van Kramer als architect was Dirk Sterenberg, die voor het bos slechts een beperkt aantal bruggen ontwierp; hij liet zich daarbij wel inspireren door Kramer, vandaar het Krameruiterlijk. De brug heeft in tegenstelling tot de houten bruggen ontworpen door Kramer stalen liggers. Zij is met 33 meter een van de langste bruggen in het bos.
De brug is alleen bestemd voor voetgangers, fietsers en ruiters. Ook hierin zit het verschil tussen het ontwerp tussen Kramer en Sterenberg; Kramer liet niveauverschillen uitvoeren; Sterenberg hield alles gelijkvloers.
In 1982 is de brug grotendeels vernieuwd, toen werkte Sterenberg nog bij de dienst. In 2011 (H. van Steenvoorden Aannemingsmaatschappij) vonden er wederom werkzaamheden aan de brug plaats, waarbij de balustrade van twee naar drie relingen ging.

## Culturele waarde
In 1999 werden alle bruggen in het Amsterdamse Bos door MTD Landschapsarchitecten in opdracht van de gemeente onderzocht op hun cultureel belang. Zij constateerden voor brug 553 geen culturele waarde. Ze benoemde het als anonieme architectuur binnen haar omgeving en vonden het een dissonant binnen de architectuur van bruggen in het bos. Enig opvallende kenmerk was de prominente plaats die de brug had. Dit droeg eraan bij dat Amstelveen deze brug oversloeg bij de benoeming tot gemeentelijk monument (meer dan 50 bruggen werden dat wel).
De brug van Broerse is een bekend punt voor waterfietsers en kajakkers, het is de eerste brug na de plaatselijke kanoverhuur, en wordt op zomerse dagen vaak als springplank gebruikt.

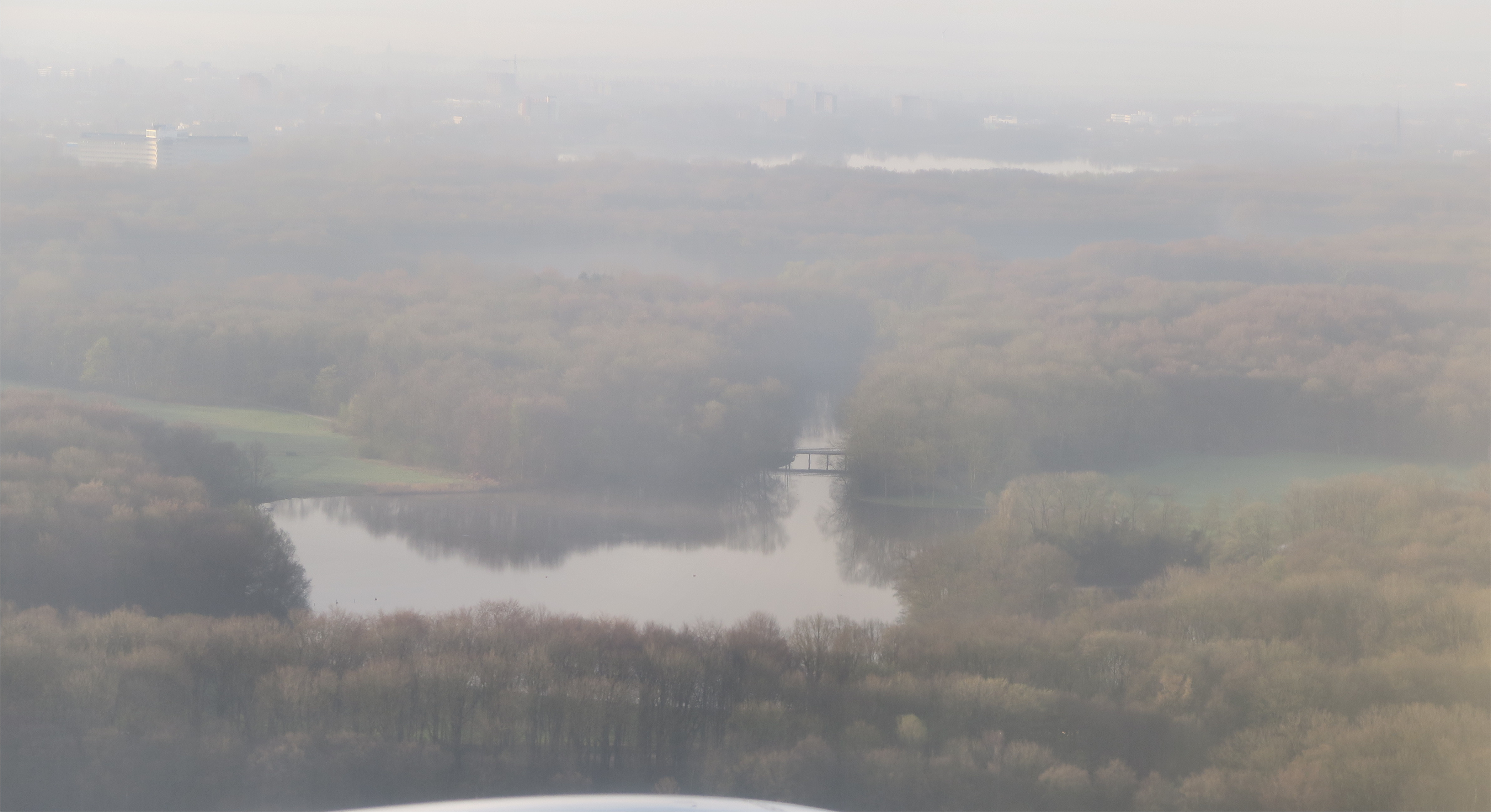
Amsterdamse Bos gezien naar het zuiden, met op de voorgrond de Grote Speelvijver en achter de Brug van Broerse
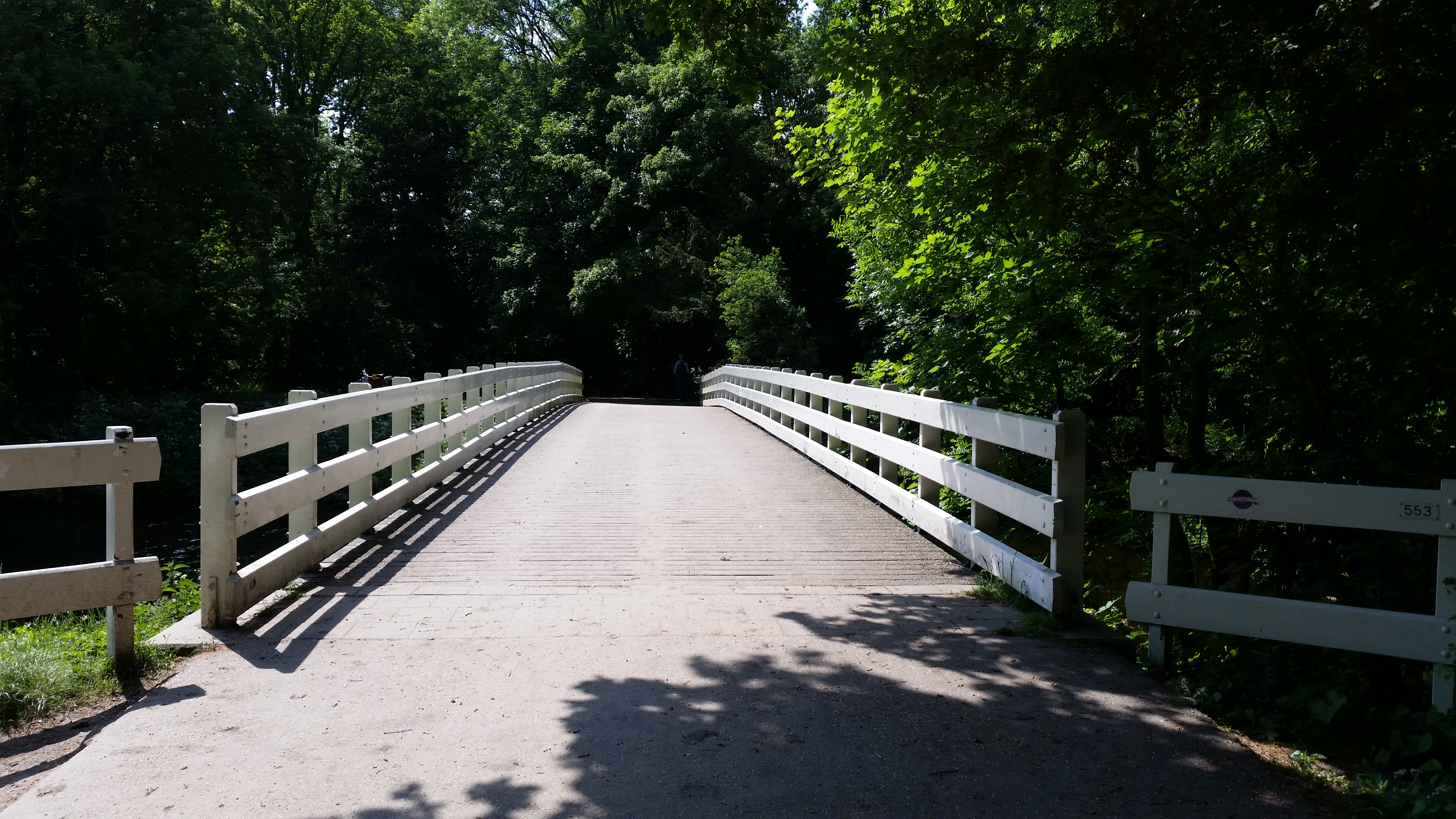
De brug in overzicht (mei 2018)
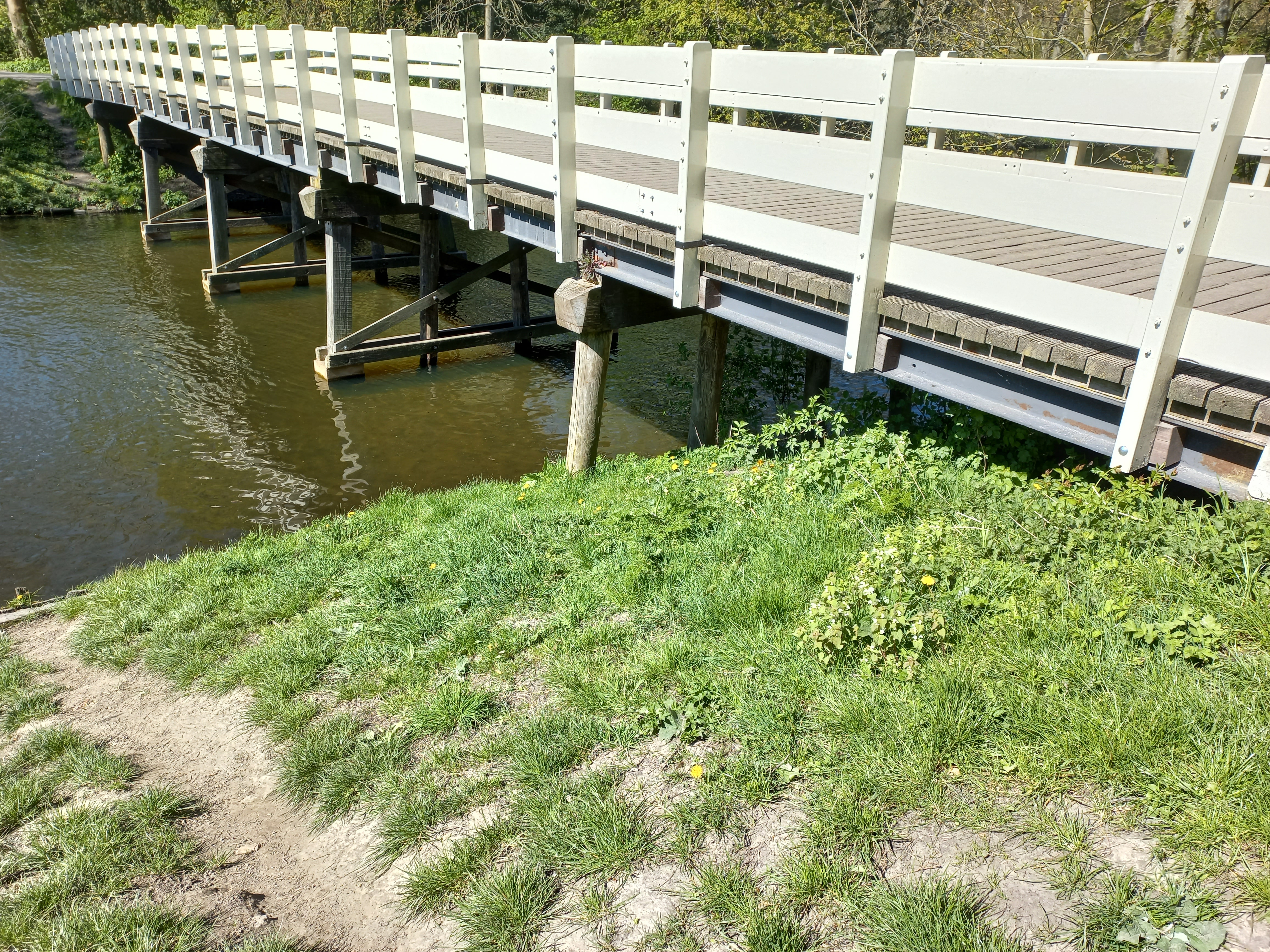
Stalen liggers (april 2022)

<<< · 500 · 501 ·  503 · 504 · 505 · 506 · 507 · 508 · 509 · 510 · 511 · 512 · 513 · 514 · 515 · 516 · 517 · 518 · 519 · 520 · 521 · 522 · 523 · 525 · 526 · 527 · 528 · 530 · 531 · 532 · 533 · 534 · 535 · 536 · 537 · 538 · 539 · 540 · 541 · 542 · 543 · 544 · 545 · 546 · 547 · 548 · 549 · 550 · 551 · 552 · 553 · 554 · 555 · 556 · 557 · 558 · 559 · 560 · 561 · 562 · 563 · 564 · 565 · 566 · 567 · 569 · 571 · 572 · 573 · 575 · 577 · 578 · 580 · 581 · 582 · 583 · 584 · 586 · 587 · 589 · 590 · 591 · 592 · 593 · 594 · >>>
Brugnummers 502, 524, 529, 568, 570, 574, 576, 579, 585, 588, 595, 596, 597, 598, 599 zijn niet (meer) vergeven.